# 洪飞
洪飞（1924年—），原名夏鸿飞，男，河南温县人，中国作曲家，曾任山西人民歌舞剧团团长，中国音乐家协会常务理事。